# محمدرضا حافظ‌نیا
محمدرضا حافظ‌نیا (زاده ۱۳۳۴ در بیرجند)، استاد جغرافیای سیاسی (ژئوپلیتیک) دانشگاه تربیت مدرس است. از او‌ در سال ۱۳۸۵ به عنوان استاد نمونه کشوری تقدیر به عمل آمد و کتاب جغرافیای سیاسی ایران وی به عنوان کتاب سال ایران در سال ۱۳۸۲ برگزیده شد. او به عنوان اولین دانش‌آموخته دکتری رشته جغرافیای سیاسی در ایران و نیز اولین دانش‌آموخته دوره‌های دکتری دانشگاه تربیت مدرس شناخته می‌شود و در حال حاضر به عنوان استاد تمام پایه ۴۵ و مدیر گروه جغرافیای سیاسی در دانشگاه تربیت مدرس تدریس می‌کند.
محمدرضا حافظ‌نیا پس از پایان دوره ابتدایی و متوسطه را در شهر بیرجند؛ تحصیلات دانشگاهی را در دانشسرای عالی (۱۳۵۶–۱۳۵۲) در رشته جغرافیای طبیعی و سپس در دانشگاه تربیت مدرس (۱۳۶۹–۱۳۶۴) در رشته جغرافیای سیاسی ادامه داده و در سال ۱۳۶۹ از رساله دکتری خود تحت عنوان نقش استراتژیک تنگه هرمز با راهنمایی دکتر عزت الله عزتی دفاع نموده است. وی بنیان‌گذار مرکز آموزش عالی فرهنگیان؛ فصلنامه ایرانشناسی؛ مرکز مطالعات آفریقا؛ انجمن ژئوپلیتیک ایران و فصلنامه علمی-پژوهشی و بین‌المللی ژئوپلیتیک بوده و در انجمن‌های جغرافیایی انگلستان، ایران و هند عضویت دارد.
از محمدرضا حافظ‌‌نیا تاکنون ۲۴ کتاب به زبان فارسی و ۳ کتاب به زبان انگلیسی چاپ شده است که از مهمترین آنها می‌توان به خلیج فارس و نقش استراتژیک تنگه هرمز؛ جغرافیای سیاسی ایران و مقدمه‌ای بر روش تحقیق در علوم انسانی اشاره نمود .
حافظ‌نیا در سال ۱۳۶۰ فرماندار تربت حیدریه شده بود. او بعدها معاون سیاسی استانداری ایلام و سرپرست استانداری ایلام را نیز به عهده گرفت.

## زندگی‌نامه
محمدرضا حافظ‌نیا در سال ۱۳۳۴ در روستای خراشاد از توابع شهرستان بیرجند و در خانواده‌ای کشاورز متولد شد. وی فرزند بزرگ خانواده بود و در شش سالگی پدر خود را از دست داد. سپس تحت سرپرستی مادر و به همراه دو برادر کوچکترش (علیرضا و حسن رضا) به زندگی ادامه داد. 
حافظ‌نیا تحصیلات ابتدایی خود را در دبستان دقیقی روستای خراشاد و تحصیلات متوسطه خود را در دبیرستان‌های خزیمه علم و شوکتی شهر بیرجند به اتمام رساند و در سال ۱۳۵۲ در رشته طبیعی دیپلم گرفت. وی‌ در همان سال در کنکور سراسری شرکت کرد و در رشته جغرافیای طبیعی دانشسرای عالی (که دو سال بعد به دانشگاه تربیت معلم و در حال حاضر دانشگاه خوارزمی تغییر نام یافته) پذیرفته شد.
پس از اخذ کارشناسی در سال ۱۳۵۶ و علی رغم امکان ادامه تحصیل در دانشگاه برکلی آمریکا و سیدنی استرالیا، به‌دلیل همزمانی با شکل گیری هیجان سیاسی و فضای انقلابی در جامعه ایران، از ادامه تحصیل در خارج از کشور صرفنظر کرد و جذب جریان انقلاب اسلامی شد.  در همین رابطه در سال ۱۳۵۷ به زندان افتاد و با پیروزی انقلاب از زندان آزاد شد. 
وی در سال ۱۳۵۸ به عنوان دبیر در دبیرستان شهرک دولت آباد تربت حیدریه به انجام فعالیت آموزشی مشغول شد و از سال ۱۳۵۹  تا اردیبهشت ۱۳۶۳  ، به عنوان مامور به خدمت در  وزارت کشور، مسئولیت‌های اجرایی و سیاسی را بر عهده داشت. 
حافظ‌نیا از اردیبهشت سال ۱۳۶۳ از سیاست کناره گیری کرد و به فعالیت‌های آموزشی و علمی رو آورد.
وی در سال ۱۳۶۴ در کنکور کارشناسی ارشد دانشگاه تربیت مدرس پذیرفته شد و  در سال ۱۳۶۶ کارشناسی ارشد خود را در رشته جغرافیای انسانی اخذ نمود. 
او در اولین کنکور دکتری جغرافیای انسانی (گرایش سیاسی) دانشگاه تربیت مدرس شرکت کرد و به عنوان اولین دانشجوی دکتری این دانشگاه پذیرفته شد. سپس تحصیلات خود را در دوره دکتری جغرافیای سیاسی ادامه داد و آن را با دفاع از رساله دکتری خود در بهمن ماه ۱۳۶۹ با درجه ممتاز به پایان رساند 
.
حافظ‌نیا از سال ۱۳۷۰ به عنوان استادیار گروه جغرافیا در دانشگاه تربیت مدرس مشغول به کار شد، و در سال ۱۳۷۸ به رتبه دانشیاری و در سال ۱۳۸۲ به رتبه استادی نایل آمد.

## خانواده
پدر او رجب حافظ نیا، متولد سال ۱۳۰۴ در روستای خراشاد از توابع شهرستان بیرجند بود که در شهریور ماه ۱۳۴۰ در اثر بیماری یرقان فوت کرد. شغل اصلی پدرش کشاورزی بود و از طبع شعر نیز برخوردار بود. مادر او خدیجه خراشادی زاده، متولد سال ۱۳۰۷  در روستای خراشاد بود. 

## تاریخچه انتخاباتی
| سال  | انتخابات    | رأی | ٪ | رتبه | نتیجه    | منبع  |
| ---- | ----------- | --- | - | ---- | -------- | ----- |
| ۱۳۸۰ | ریاست‌جمهوری | —   | — | —    | ردصلاحیت |       |
| ۱۳۹۶ | ریاست‌جمهوری | —   | — | —    | ردصلاحیت | [ ۹ ] |